# Joey Spaan
Joey Spaan (Zoetermeer, 31 oktober 1990), beter bekend als Matsoe Matsoe, is een Nederlandse mediapersoonlijkheid. Hij is bekend geworden door zijn medewerking aan de eerste twee seizoenen van de Oh Oh ...-reeks. Vanaf 28 oktober 2013 had hij een datingshow Everybody Loves Joey op RTL 5. Verder treedt hij regelmatig op als DJ Matsoe Matsoe. In het dagelijkse leven is hij werkzaam als tuinman.

## Televisie
| Televisie als deelnemer | Televisie als deelnemer      | Televisie als deelnemer                                       |
| Jaar                    | Productie                    | Opmerkingen                                                   |
| ----------------------- | ---------------------------- | ------------------------------------------------------------- |
| 2010                    | Oh Oh Cherso                 | Eén seizoen                                                   |
| 2011                    | Oh Oh Tirol                  | Eén seizoen                                                   |
| 2013                    | Jokertje's Jawoord           | Vaste gast                                                    |
| 2013                    | Everybody Loves Joey         | Eigen serie waar hij op zoek gaat naar de liefde              |
| 2014                    | Smaken Verschillen           | -                                                             |
| 2014                    | Sterren Springen op Zaterdag | Eindigde in de finale                                         |
| 2018                    | Boxing Stars                 | Moest boksen tegen Jebroer, Taeke Taekema en Juvat Westendorp |

## Singles
| Single met eventuele hitnotering(en) in de Nederlandse Top 40 | Datum van verschijnen | Datum van binnenkomst | Hoogste positie | Aantal weken | Opmerkingen                                     |
| ------------------------------------------------------------- | --------------------- | --------------------- | --------------- | ------------ | ----------------------------------------------- |
| Oh Oh Cherso                                                  | 2010                  | 23-10-2010            | 17              | 5            | als Oh Oh Cherso / nr. 1 in de Single Top 100   |
| Tirol, Laat Je Likken!                                        | 2011                  | -                     | -               | -            | als Oh Oh Tirol / nr. 79 in de Single Top 100   |
| There's Nothing I Won't Do                                    | 2013                  | -                     | -               | -            | met Bibi Breijman / nr. 22 in de Single Top 100 |